# Alexandra Balachova

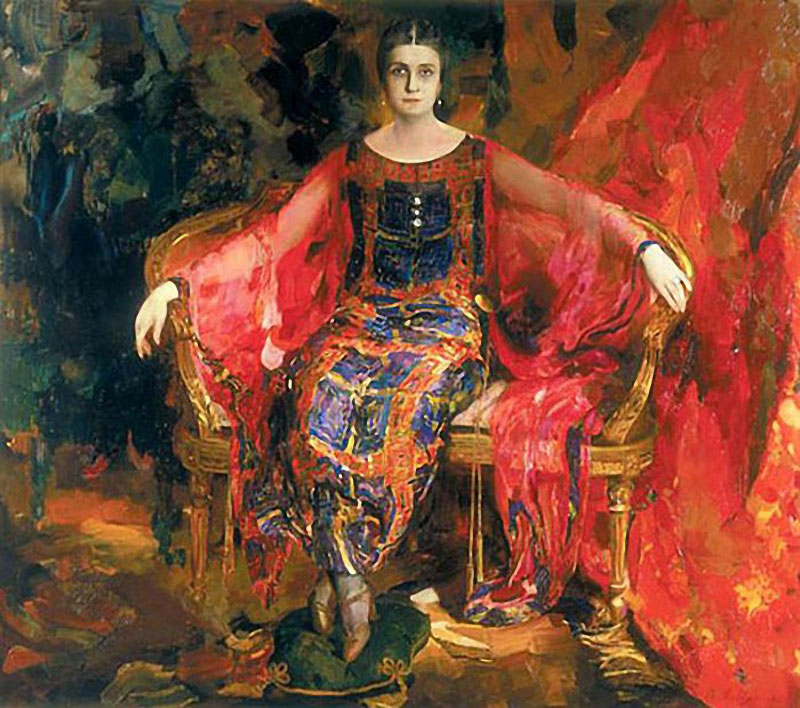
Alexandra Balachova tableau de Philippe Maliavine (1924)

Alexandra Mikhailovna Balashova ( russe : Александра Михайловна Балашова ; 3 mai 1887 - 5 janvier 1979), également connue sous le nom d'Aleksandra Balashova ou Alexandra Balachova, est une danseuse de ballet russe, puis professeure de danse et chorégraphe.

## Jeunesse
Alexandra Balashova est née à Moscou. Elle entre à 11 ans à l'école de ballet du théâtre Bolchoï,.

## Carrière
Alexandra Balashova rejoint le Ballet du Bolchoï à partir de 1905. Elle fait ses grands débuts dans Le Petit Cheval bossu. Elle danse avec Mikhail Mordkin, et est connue pour des rôles tels qu'Aurora dans La Belle au Bois Dormant et Odette/Odille dans Le Lac des Cygnes.
Elle se produit à Londres en 1911, en remplacement d'Ekaterina Gueltzer ; pour la publicité, les bottiers londoniens sont mis au défi d'adapter « son merveilleux cou-de-pied » à partir de leur stock. En 1912, après sa deuxième tournée américaine, Mikhail Mordkin retourne à Moscou, choisit Alexandra Balachova du corps de ballet, l'élève au rôle de première danseuse et danse avec elle dans une tournée en Russie, apparaissant aux théâtres impériaux de Moscou et de Saint-Pétersbourg. En 1914, Mordkin et Balachova dansent à l'Empire Theatre de Londres avec un tel succès qu'ils sont retenus pendant douze semaines consécutives.
Dans des soirées chorégraphiques à Moscou et à Petrograd, Alexandra Balachova exécute des danses scandinaves, tziganes, hongroises, russes et autres, ainsi que les miniatures chorégraphiques : le Cygne, les Deux Pierrots, la Valse Caprice, la Tabatière, la Danse du Matelot  et une longue série de variations techniques.
Elle quitte la Russie en compagnie de son mari, en 1921 et danse encore une dizaine d'années en Europe occidentale. En 1922, elle donne des récitals au théâtre Fémina, avec le danseur Victor Smolzoff,,. En 1929 et 1930, elle danse avec l'Opéra russe de Paris, dirigé par le prince Zereteli et le colonel de Basil, la troupe de ballet est dirigée par Bronislava Nijinska.
À partir de 1931, elle enseigne la danse classique, salle Pleyel,. Christiane Vaussard, Jacqueline Challet-Haas sont de ses élèves.
La Fille mal gardée est produite par diverses compagnies européennes,  mise en scène par Alexandra Balashova, qui a dansé l'héroïne Lise en Russie avant la Révolution. En 1946, Balachova est crédité comme chorégraphe sur une production de La Fille mal gardée à Londres. En 1947, elle remonte, pour les Ballets russes de Monte-Carlo, dirigé par Serge Lifar en exil, La Fille mal gardée, dont le rôle vedette est tenu par Renée Jeanmaire. Cette chorégraphie est reprise au répertoire du Grand Ballet du Marquis de Cuevas.  Cette version traditionnelle est conservée dans une partition chorégraphique réalisée par la choréologue Monica Parker pour le Benesh Institute of Choreology, avec la collaboration de Balachova.

## Répertoire

### avec le Ballet du Bolchoï
avec le Ballet du Bolchoï
- La Fille-tsar dans Le Petit Cheval bossu
- Lise dans La Fille mal gardée
- Aurore dans La Belle au Bois dormant
- Le Poisson doré
- Swanilda dans Coppélia
- Odette-Odile dans Le Lac des Cygnes
- Nikiya dans La Bayadère, version de 1917, avec Mikhail Mordkin.
- Medora dans Le Corsaire
- Kitri dans Don Quichotte
- Raymonda dans Raymonda
- Le Miroir magique

## Citation
« Le théâtre est un temple dans lequel je vénère tous les jours »
— Alexandra Balachova
.

## Vie privée
Alexandra Balashova épouse le richissime Alexei K. Ushkov en secondes noces. Ils quittent la Russie en 1921 et s'installent dans l'ancien appartement d'Isadora Duncan à Paris. Elle reçoit le Tout-Paris, pour des fêtes dans son hôtel particulier, à la manière fastueuse d'Ida Rubinstein. Balachova meurt en 1979, à l'âge de 91 ans, dans une maison de retraite à Chelles,,. Ces archives, principalement de la correspondance et des photographies, sont conservées à l'Université Amherst.

## Iconographie
L'artiste russe Philippe Maliavine a peint son portrait en 1924, alors qu'ils vivaient tous les deux à Paris.